# Ptinus lemoldes
Ptinus lemoldes is een kever uit de familie klopkevers (Ptinidae). De wetenschappelijke naam van de soort werd in 1858 gepubliceerd door Francis Walker.